# 长梗十齿花
长梗十齿花（学名：Dipentodon longipedicellatus）为十齿花科十齿花属下的一个种。